# 天主教林肯教区

天主教林肯教區（拉丁語：Dioecesis Lincolnensis）是美國一個羅馬天主教教區，屬奧馬哈總教區。成立於1887年8月2日。
範圍包括內布拉斯加州南部、普拉特河以南，教座位於州府林肯。2010年有教友95,445人（佔轄區總人口16.4%）、133個堂區、151名司鐸。現任教區主教為法比盎·布魯斯凱維茨。